# Maximilian Dasio
Maximilian Dasio   (Múnic, 28 de febrer de 1865 - Oberammergau, 17 d'agost de 1954) va ser un pintor alemany i gravador de medalles.

## Biografia
Dasio va néixer a Munic i va estudiar a l'Acadèmia de Belles Arts de Munic. A partir de 1891 va treballar de manera independent com a artista i va dirigir una escola privada d'arts gràfiques i aplicades. De 1896 a 1901 va ensenyar a la Münchner Künstlerinnenverein (Associació de dones artistes de Munic). El 1902 va ser nomenat professor a la Königliche Kunstgewerbeschule, el 1910 funcionari amb el rang de Regierungs- und Studienrat al Ministeri Reial de l'Interior de Baviera per als Afers de l'Església i l'Escola (Kgl. Ministerium des Inneren für Kirchen- und Schulangelegenheiten in Bayern) i el 1920 un alt funcionari amb el rang de Ministerialrat al Ministeri d'Educació i Cultura de l'Estat de Baviera (Bayerisches Staatsministerium für Unterricht und Kultus).
Va morir el 1954 a Oberammergau.
Entre els alumnes de Dasio hi havia Otto Geigenberger, Ludwig Gies, Hans Rudi Erdt Friedrich Jossé, Anton Kerschbaumer, Berta Katharina Lassen, Else Oppler-Legband, Karl Friedrich Roth i Otto Geigenberger, Karl Friedrich Rothi Anna Feldhusen.

## Obres publicades
- Der Teufel: Zwanzig Variationen in Holzschnitten: cartera de gravats a mà = xilografia impreses. 50 jocs numerats publicats el 1919 per Die Heimkehr Verlag, München-Pasing